# Тутси (филм)
Тутси (енгл. Tootsie) је америчка комедија из 1982. године, коју је режирао, продуцирао Сидни Полак и написао Лари Гелбарт и Мјури Шизгал.

## Радња
Због своје свадљиве природе, глумац перфекциониста Мајкл Дорси (Дастин Хофман) већ две године не може нигде да нађе посао. Он саставља крај с крајем подучавајући глуму и радећи као конобар у ресторану, као и његов пријатељ и цимер, драматург Џеф Слејтер (Бил Мареј). Овај други намерава да постави своју представу „Повратак у љубавни канал“, али новца за продукцију нема.
На часовима глуме, Мајклова пријатељица Сенди Лестер (Тери Гар) посећује Мајкла. Она покушава да добије улогу Емили Кимберли, болничке администраторке у хит сапуници Југозападна болница (алузија на телевизијску серију Општа болница), али је одбијена чак и без аудиције, јер је погрешна врста.
Мајкл се за помоћ обраћа свом позоришном агенту Џорџу Филдсу (Сидни Полак), али не жели да се меша са контроверзним глумцем. Тада Мајкл одлучује да покуша да добије улогу госпођице Кимберли у серији и, прерушен у жену, под именом Дороти Мајклс, долази на аудицију. Као и Сенди, и нову Дороти не поштује редитељ серије Рон Карлајл (Дебни Колман) јер јој се не свиђа тип кандидата, али Мајкл је изненађујуће упоран и иде на аудиције, што је задобило одобрење продуценткиње Рите Маршал (Дорис Белак). Дороти Мајклс је потписала уговор и Мајкл добија аванс. Сада има 8.000 долара колико му је потребно да режира Џефов комад.
Али да будем искрен са Сенди, одакле му је новац, Мајкл не може и лаже да је случајно наследио управо онолико колико је потребно за постављање представе. Да би обележио „срећни” догађај, долази јој у посету. Док се она тушира, Мајкл одлучује да испроба њену хаљину. Сенди, неприкладно излазећи под тушем, затиче Мајкла голог, а њему не преостаје ништа друго него да се претвара да је заљубљен и стави девојку у кревет... Мајкл мора да крије не само од филмске екипе серије да је он човек, али и од Сендија, да је он она иста „глумица” коју су уместо ње одвели у серију.
Првог дана снимања, Дороти би требало да пољуби Џон ван Хорн (Џорџ Гејнс), који тумачи улогу др Блустера и надимак „Језик“ због сталног љубљења по сценарију, али у последњем тренутку Мајкл импровизује и удара него на глави са фасциклом. Остарелим женскарошу се допао рад његовог колеге, а Мајкла се и даље љуби ван камера, након чега почиње да се удвара „глумици“.
Мајкл игра Емили као феминисткињу, али и скромну и интелигентну жену, што изненађује остале глумце и екипу, јер се оваква интерпретација улоге разликује од сценарија. Међутим, Емили-Дороти-Мајкл је веома популарна код публике.
Необична интерпретација улоге доводи до брзог повећања рејтинга серије, а Дороти постаје невероватно популарна.
Упркос афери са Сенди, док је био на сету, Мајкл се заљубљује у лепу глумицу Џули Николс (Џесика Ленг), самохрану мајку и љубавницу редитеља Карлајла, која је вара са сваком лепом глумицом. Она позива свог „пријатеља” на вечеру, где прича о својој вези са Роном и дели свој сан о срећном браку са мушкарцем који може да нађе праве речи за њу...
Нешто касније на забави глумаца, Мајкл прилази Џули и покушава да је "упозна" као мушкарац, говорећи потпуно исте речи које је Џули тајно рекла Дороти, али му она прска шампањац у лице. Неспособан да каже истину о себи, глумац мора да се задовољи улогом Јулијиног блиског пријатеља. Ствари се компликују када се девојчицин отац, удовац Лесли „Лес” Николс, заљуби у Дороти, чију фарму посећују пријатељи. Ствари постају још компликованије када креатори емисије продуже Дороти уговор на годину дана.
Под утицајем одлучне Дороти, Џули прекида са ветровитим Роном током састанка док „пријатељ“ седи са њеном младом ћерком Еми. Међутим, чудно понашање „пријатељице” која је покушала да је пољуби наводи Џули да помисли да је Дороти лезбијка и спречава је да све призна. Ситуацију додатно компликује чињеница да Лес, на споју у ресторану, запроси Дороти. Након тога, Дороти мора да позове ван Хорна, који је заљубљен у њу, који је почео да пева испод прозора, у свој дом. Пожудни старац покушава да силује „глумицу“, а Џеф се враћа и затече их како то раде.
Ситуација коначно измиче контроли када Сенди неочекивано покуца на врата. Мајкл се брзо тушира. Након тога, Сенди пита зашто није одговарао на његове позиве и случајно прочита поруку од Лесли која је дошла са кутијом чоколаде коју је Мајкл наводно купио за њу. Том мора да призна да воли другу жену, девојка срдачно вришти и прекида односе с њим, носећи слаткише са собом.
Након приче о пољупцу и неуспешном дружењу њеног оца, Џули прекида пријатељство са Дороти. У очају, Мајкл, уморан од лажи, одлучује да оконча свој двоструки живот. Због случајног уништења већ снимљеног материјала, екипа је принуђена да уживо пушта сцену из актуелне серије. Дороти Мајклс као Емили одступа од сценарија и неочекивано почиње да прича другим ликовима компликовану историју своје породице – и признаје да он није Емили Кимберли, већ „заиста” њен брат близанац Едвард Кимберли, који је заузео место „покојника” сестра како би доказала могућности жене у професији. Током овог телевизијског говора, Дороти Мајклс скида перику, скида шминку и појављује се пред ТВ екипом и гледаоцима Мајклом Дорсијем. Сви присутни у павиљону су толико запрепашћени да се неки онесвесте и огорчена преваром, Џули удари Мајкла у стомак и напусти место.
Џефова представа „Ревиситед то ди Лав Чанел”, у којој глуме Мајкл и Сенди, ускоро ће бити приказана. У бару, Мајкл враћа дијамантски веренички прстен господину Николсу, који каже: „Једини разлог зашто си још увек жив је тај што те никад нисам пољубио.” Упркос свом бесу, удовац признаје да је као Дороти, Мајкл био добро друштво. Он га части пивом.
Мајкл не може да заборави Џули и чека је испред студија. Девојка не жели да разговара са њим, али каже да су она и њен отац играли билијар и добро се забављали. Коначно признаје да јој недостаје Дороти. Мајкл одговара да је Дороти у њему и да му такође недостаје, додајући: „Био сам бољи мушкарац са тобом као женом него што сам икада био са женом као мушкарцем. Позива је да обнови везу, али у другом својству. На крају крајева, они су успешно прошли најтежу фазу у вези - већ су постали добри пријатељи. Џули му опрашта и они заједно одлазе, причајући о Доротином жутом оделу које Џули воли...

## Улоге
| Глумац          | Улога        |
| --------------- | ------------ |
| Дастин Хофман   | Мајкл Дорси  |
| Џесика Ланг     | Џули Николс  |
| Тери Гар        | Сенди Лестер |
| Дебни Колман    | Рон Карлајл  |
| Чарлс Дернинг   | Лесли Николс |
| Бил Мари        | Џеф Слејтер  |
| Сидни Полак     | Џорџ Филдс   |
| Џорџ Гејнс      | Џон ван Хорн |
| Џина Дејвис     | Ејприл Пејџ  |
| Дорис Белак     | Рита Маршал  |
| Елен Фоли       | Џеки         |
| Лин Тигпен      | Џо           |
| Кристин Еберсол | Линда        |